# Diecezja San Pedro-en-Côte d’Ivoire
Diecezja San Pedro-en-Côte d’Ivoire – diecezja rzymskokatolicka w Wybrzeżu Kości Słoniowej. Powstała w 1989.

## Biskupi diecezjalni
- Bp Barthélémy Djabla (1989–2006)
- Bp Paulin Kouabénan N'Gnamé (2007–2008)
- Bp Jean-Jacques Koffi Oi Koffi (2009–2025)